# 오지연
오지연(1990년 4월 25일~)은 대한민국의 치어리더이다.

## 경력
- 2016년~: 원주 동부 프로미 응원단 치어리더
- 2016년~: KB 손해보험 스타즈 응원단 치어리더
- 2020년~: 서울 이랜드 FC 응원단 치어리더
- 2021년~: SSG 랜더스 응원단 치어리더